# Філософія серця
Філософія серця — поняття в філософії, започатковане Дмитром Чижевським. Аналізуючи творчу спадщину Григорія Сковороди, Миколи Гоголя, Пантелеймона Куліша, Памфіла Юркевича як типових представників національної традиції, Чижевський сформулював поняття «філософія серця», яка є «характеристична для української думки»
Серце — в старослов'янській мові вживалося у значенні центр, осередок чогось, наприклад життя. У святому Писанні — осередок духовного життя, розташований у людському серці згідно з уявленнями стародавніх людей, те, що в наш час більше пов'язується з мозком. Поняття використовувалось в староруській православній філософії з часів Київської Русі, філософія серця займає важливе місце у працях перших українських світських філософів, як-от Григорій Сковорода чи Памфіл Юркевич.

## Філософія серця у XX—XXI столітті
Одним з найяскравіших розробників філософії серця початку XX століття є Борис Вишеславцев. Його книга «Серце у християнській та індійській містиці» (1929) вважається першою систематизуючою працею з православним розуміння проблеми.
На початок XXI століття «філософія серця» отримує нове життя. Практичне втілення філософії Григорія Сковороди у навчально-виховному процесі широко пропагує Харківський національний педагогічний університет імені Г. С. Сковороди. Специфічне тлумачення «філософії серця» властиве Вінницькій обласній громадській організації «Філософія серця» Однією з найяскравіших форм прояву філософії серця у XX столітті вважається гуманістична парадигма виховання Василя Сухомлинського. На початку XXI століття проблему філософії серця розробляють Олексій Ковалевський та Олександр Лук'яненко. Автори відходять від виключного релігійного розуміння проблеми у бік національного, духовного, антропологічного компонентів.

## Виноски
1. ↑  Філософія серця на історичному факультеті. Архів оригіналу за 17 листопада 2011. Процитовано 16 грудня 2011. [Архівовано 2011-11-17 у Wayback Machine.]
2. ↑  Громадська організація «Філософія Серця»[недоступне посилання з липня 2019]
3. ↑  Ковалевський Олексій Володимирович. Ліна Костенко: філософія бунту й «філософія серця». Архів оригіналу за 6 березня 2016. Процитовано 16 грудня 2011. [Архівовано 2016-03-06 у Wayback Machine.]
4. ↑  Лук'яненко О. В. «Філософія українського серця. Поетичні роздуми»[недоступне посилання з липня 2019]